# Stanley Tong
Stanley Tong Jili (cinese tradizionale: 唐季禮; pinyin: Táng Jìlǐ; Hong Kong, 7 aprile 1960) è un regista e stuntman cinese di Hong Kong.

## Biografia
Solitamente il regista tenta egli stesso alcune azioni di stunt prima di chiedere agli attori di arrischiarsi ad eseguirle. Alcuni di questi esempi sono il finale di Stone Age Warriors, oltre che il salto effettuato da Jackie Chan dal tetto di un parcheggio all'uscita per incendi in Terremoto nel Bronx.

### Altri lavori
Stanley Tong è apparso come giudice ospite nel reality show cinese The Disciple, in onda sulla China Beijing TV Station e prodotto da Jackie Chan, il quale vi partecipa anche. Obiettivo del programma è quello di trovare una nuova star, versata nella recitazione e nelle arti marziali, che possa divenire il "successore" di Chan. Il vincitore, annunciato a Pechino il 7 giugno 2008, ha vinto il ruolo da protagonista in un film.

## Filmografia

### Regista
- Iron Angels 3 (1990)
- Stone Age Warriors (1991)
- Swordsman II (1992)
- Police Story 3: Supercop (1992)
- Supercop 2 (1993)
- Terremoto nel Bronx (1995)
- Police Story 4: First Strike (1996)
- Mr. Magoo (1997)
- China Strike Force (2000)
- A Wicked Ghost III: The Possession (2002)
- The Myth - Il risveglio di un eroe (2005)
- Kung-Fu Yoga (2017)
- Vanguard - Agenti speciali (2020)
- Rising Shaolin: The Protector (2021)

#### Televisione
- Più forte ragazzi (Martial Law) - serie TV 3 episodi (1998-1999)

### Produttore
- Più forte ragazzi (Martial Law) - serie TV (1998-2000)
- Chinese Zodiac, regia di Jackie Chan (2012)
- Vanguard - Agenti speciali, (2021)